# John Bromfield
Pour les articles homonymes, voir Bromfield.
John Bromfield, né le 11 juin 1922 à South Bend en Indiana et mort le 19 septembre 2005 à Palm Desert en Californie, est un acteur américain de cinéma et de télévision.

## Biographie
John Bromfield est né à South Bend (Indiana). Il jouait au football et était champion de boxe dans son collège. Il a servi dans l'US Navy. En 1948 il joue un détective dans le film Raccrochez, c'est une erreur (Sorry, Wrong Number) avec Burt Lancaster et Barbara Stanwyck pour Columbia Pictures. Sa carrière démarre au cinéma dans les années 1950, et il apparait dans plusieurs séries télévisées à partir de 1952. Il avait été marié avec Corinne Calvet. Il arrête sa carrière en 1960.

## Filmographie partielle
- 1948 : Raccrochez, c'est une erreur (Sorry, Wrong Number) d'Anatole Litvak : Détective
- 1948 : Harpoon, d'Ewing Scott : Michael Shand
- 1949 : La Corde de sable (Rope of Sand), de William Dieterle : Thompson
- 1950 : La Rue de traverse (Paid in Full), de William Dieterle : Dr. Clark
- 1950 : Les Furies (The Furies), d'Anthony Mann : Clay Jeffords
- 1952 : Hold That Line (en), de William Beaudine : Biff Wallace
- 1952 : À feu et à sang (The Cimarron Kid), de Budd Boetticher : Tulsa Jack
- 1952 : L'Escadrille de l'enfer (Flat Top), de Lesley Selander : Enseigne Snakehips McKay
- 1953 : Désir d'amour (Easy to Love), de Charles Walters : Hank
- 1954 : Les Géants du cirque (Ring of Fear), de James Edward Grant : Armand St. Dennis
- 1954 : The Black Dakotas (en), de Ray Nazarro : Mike Daugherty
- 1955 : La Revanche de la créature (Revenge of the Creature), de Jack Arnold : Joseph Hayes
- 1955 : The Big Bluff de W. Lee Wilder
- 1956 : Hot Cars de Don McDougall
- 1956 : Frontier Gambler, de Sam Newfield : Curt Darrow
- 1956 : Crime Against Joe, de Lee Sholem : Joe Manning
- 1956 : Manfish, de W. Lee Wilder : Capitaine Brannigan
- 1956 : Curucu, Beast of the Amazon de Curt Siodmak : Rock Dean